# Sergej Pavlovič Allilujev
Sergej Pavlovič Allilujev (rusky Сергей Павлович Аллилуев; 16. dubna 1928 Berlín – 10. listopadu 2017 Moskva) byl ruský fyzik a profesor Moskevského fyzikálně-technického institutu.

## Život
Jeho otec byl vojenský pracovník Pavel Sergejevič Allilujev, jeho tetou byla Naděžda Allilujevová.
Po ukončení postgraduálního studia na Moskevské státní univerzitě pracoval od roku 1954 na katedře teoretické fyziky Moskevského institutu fyziky a technologie. Byl vedoucím oddělení v letech 1993 až 1998.
Odvedl významnou práci v oblasti kvantové mechaniky a fyziky elementárních částic. Ovládal němčinu a francouzštinu.
Je pohřben na Novoděvičím hřbitově vedle svých rodičů.

## Dílo
- Metody teoretické fyziky, 1958 (spoluautoři Philip M. Morse a Herman Feshbach)